# Gottfried Sellius
Gottfried Sellius, nato Gottfried Sell, (Danzica, 1704 circa – Charenton-Saint-Maurice, 25 giugno 1767), è stato un giurista, naturalista e traduttore tedesco.
È noto per i suoi studi sul Teredo navalis, un mollusco bivalve.

## Biografia

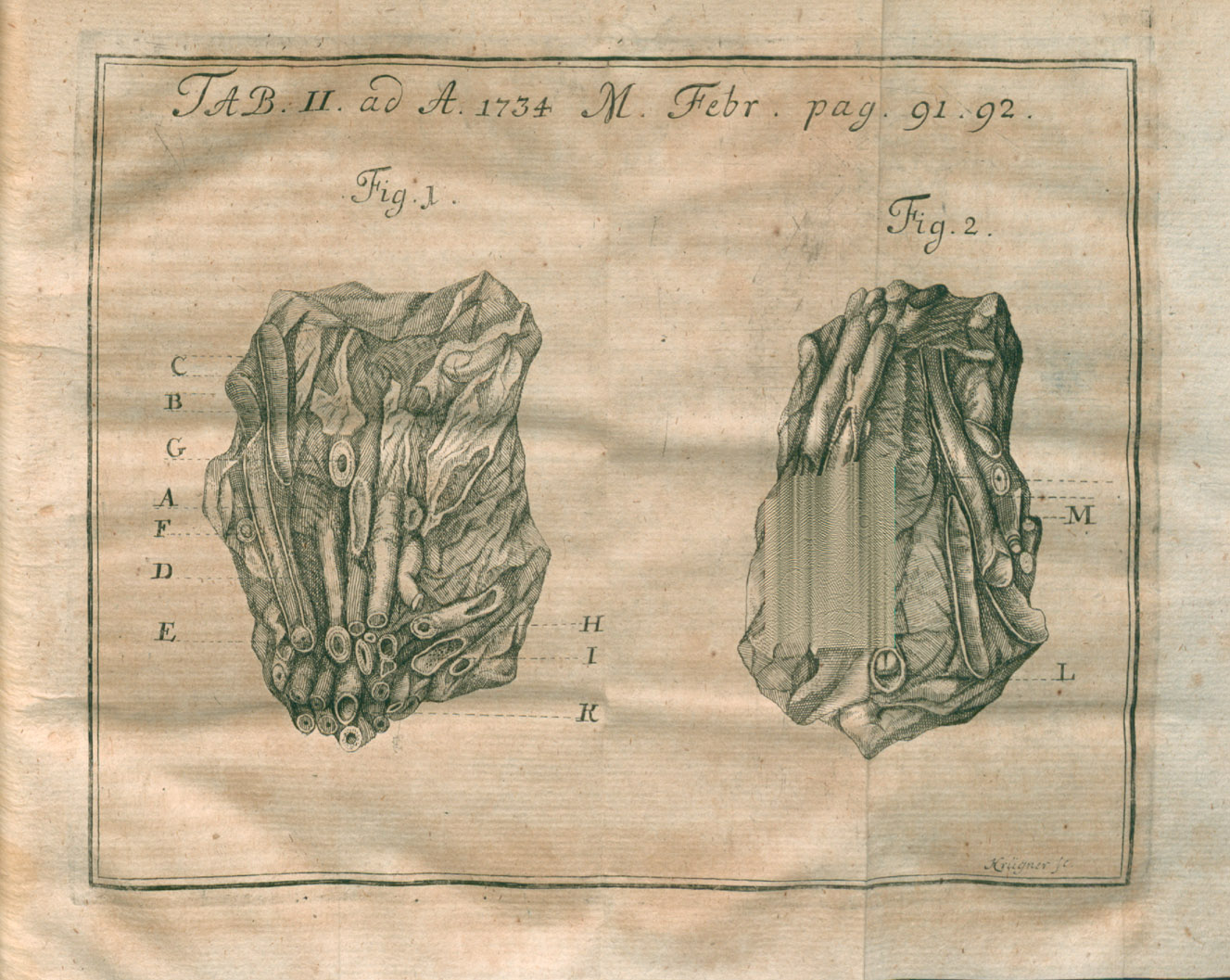
Illustrazione alla recensione de Historia naturalis Teredinis seu Xylophagi Marini... pubblicata sugli Acta Eruditorum del 1734

Nacque nella Libera Città di Danzica e studiò prima all'università di Marburgo e poi all'università di Leida, dove si laureò in diritto.
In seguito si trasferì a Utrecht, e si sposò. Divenne membro della Royal Society nel 1735.
Sellius ottenne la cattedra di diritto all'università di Gottinga, e poi a quella di Halle.
Ad Halle fece esperimenti di fisica, ma per problemi economici dovette andare via.
Una sua biblioteca di rilevante valore fu venduta all'asta nel 1737.
Si recò a Parigi dove si dedicò a traduzioni, e in particolare della Cyclopaedia di Ephraim Chambers.
Il progetto fu bruscamente interrotto quando l'editore previsto, André Le Breton, rifiutò la bozza di traduzione di Sellius e John Mills, con una lite e un violento scontro.
Ciò aprì la strada per la Encyclopédie di Denis Diderot e Jean le Rond d'Alembert, concepita intorno al 1750 come un nuovo adattamento del lavoro di Chambers, anche se successivamente prese un proprio corso.
Sellius morì all'ospizio di Charenton.